# Nézsa, Nógrád
Nézsa (în slovacă Nežovce) este un sat în districtul Rétság, județul Nógrád, Ungaria, având o populație de 1.118 locuitori (2011).

## Demografie
Componența etnică a satului Nézsa
     Maghiari (76,1%)
     Slovaci (22,46%)
     Necunoscut (0,3%)
     Alții (1,14%)
Componența confesională a satului Nézsa
     Romano-catolici (73,17%)
     Luterani (4,2%)
     Fără religie (3,04%)
     Reformați (1,97%)
     Necunoscută (17,08%)
     Greco-catolici (0,54%)
     Alte religii (0,27%)
Conform recensământului din 2011, satul Nézsa avea 1.118 locuitori. Din punct de vedere etnic, majoritatea locuitorilor (76,1%) erau maghiari, cu o minoritate de slovaci (22,46%). Apartenența etnică nu este cunoscută în cazul a 0,3% din locuitori.  Din punct de vedere confesional, majoritatea locuitorilor (73,17%) erau romano-catolici, existând și minorități de luterani (4,2%), persoane fără religie (3,04%) și reformați (1,97%). Pentru 17,08% din locuitori nu este cunoscută apartenența confesională.